# Soziologie und empirische Forschung
Soziologie und empirische Forschung ist ein erstmals 1957 erschienener Essay von Theodor W. Adorno, der die Kritik Adornos an der Soziologie und Empirischen Sozialforschung der 1950er Jahre darstellt.

## Inhalt

### Adorno zur Spannung von kritischer Theorie und Positivismus
Soziologie ist nach Adorno die Verbindung unterschiedlicher Verfahrensweisen zur Untersuchung gesellschaftlicher Phänomene:
„Manche gelten der gesellschaftlichen Totalität und ihren Bewegungsgesetzen; andere, in pointiertem Gegensatz, einzelnen sozialen Phänomenen, welche auf einen Begriff der Gesellschaft zu beziehen als spekulativ verfemt wird.“ (S. 196)
Diese zwei gegensätzlichen Verfahrensweisen (Makroebene und Mikroebene) bezeichnet Adorno auch als die geisteswissenschaftliche Soziologie und als die formale Soziologie. Damit stellt er seine Kritische Theorie seiner (umstrittenen) Auffassung des Positivismus entgegen.

#### Kritische Theorie
Die kritische Theorie Adornos wird bereits in ihren Anfängen nach immanenter Kritik der traditionellen Wissenschaftsauffassung dieser explizit gegenübergestellt. Sie zielt auf die Strukturbedingungen der gesellschaftlichen Totalität und begreift somit die Gesellschaft selbst als Subjekt. Kritische Theorie will unter die Oberfläche des gesellschaftlichen Scheins sehen und analysiert die herrschende Ordnung als unvernünftig und unerträglich. Kern ist ihr die über reine Beschreibung hinausgehende Kritik an der Sache selbst. Dabei arbeitet sie abseits des traditionellen Empirieverständnisses erfahrungsbasiert und kritisiert mit Hegel die Trennung von Methode und Inhalt. Kritische Gesellschaftstheorie entwickelt demnach keine zu überprüfenden Hypothesen, da diese immer im aktualen gesellschaftlichen Schein verblieben. Das gesellschaftsprägende Prinzip solle vielmehr aufgehoben werden, anstatt dass eine am Prinzip ausgerichtete Hypothese an der zukünftigen Erscheinung verifiziert werde.

#### Positivismus
Der Positivismus analysiert demgegenüber, nach Adorno, Einzelphänome in summarischer Absicht und hält einen theoriebasierten Begriff der Gesellschaft für spekulativ. Adorno fasst hiermit den Begriff des „Positivismus“ weiter als im traditionellen Verständnis üblich. So entstünden bestenfalls klassifikatorische Oberbegriffe, nie Begriffe des Lebens der Gesellschaft selbst. Dies zeige sich z. B. darin, dass klassifikatorisch zwar differenzierte Abstraktionsniveaus möglich seien, diese jedoch nicht direkt mit erhöhtem Erkenntnisgewinn verbunden seien:
„Die Kategorie 'arbeitsteilige Gesellschaft überhaupt' ist höher, allgemeiner als die 'kapitalistische Gesellschaft', aber nicht wesentlicher, sondern unwesentlicher, sagt weniger über das Leben der Menschen und das, was sie bedroht, ohne dass doch darum eine logisch niedrigere Kategorie wie 'Urbanismus' mehr darüber besagte. Weder nach oben noch nach unten entsprechen soziologische Abstraktionsniveaus einfach dem gesellschaftlichen Erkenntniswert. Deswegen ist von ihrer systematischen Vereinheitlichung durch ein Modell wie das 'funktionelle' von Parsons so wenig zu erhoffen.“ (S. 198)
Bisher seien Theorie und Empirie in der Soziologie unvereint. Einerseits verbleibe eine rein klassifikatorische Theorie im falschen Ganzen. Andererseits seien empirische Beweise für aus der Theorie erkannte Strukturbedingungen allein durch die Eigenheiten der Empirie immer empirisch widerlegbar.
„Nicht darauf kommt es an derlei Divergenzen zu glätten und zu harmonisieren: dazu lässt bloß eine harmonistische Ansicht von der Gesellschaft sich verleiten. Sondern die Spannungen sind fruchtbar auszutragen.“ (S. 198)

### Probleme der empirischen Soziologie
Heute [gemeint: 1957] werde allgemein der positivistisch-empirischen Soziologie der Vorzug gegeben. Sie sei praktisch verwertbar und verwaltungsaffin. Empirie sei aber nur eine von vielen möglichen Methoden, die Grenzen der Methodik folgten aus den Grenzen der Sache. Gegenstand der empirischen Sozialforschung sei (neben statistischen Daten wie Alter, Einkommen …) Subjektives: Meinungen, Einstellungen und Verhaltensweisen. Statistik ergebe dadurch im methodologischen Sinne objektive Aussagen über Subjektives: darüber, wie Subjekte sich und die Welt sähen.
Dabei werde von der gesellschaftlichen Objektivität abstrahiert. Z. B. führe der unreflektierte Rahmen der Forschung in Massenmedien oder die Cafeteria präformierter Fragen zu einer Ignoranz gegen die Verhältnisse oder gar zu deren Stützung. Die Annahme, die Meinungen prägten die Gesellschaft, ignoriere bspw. die Machtstrukturen in der Gesellschaft, die wiederum nur statistisch betrachtet würden. Gesellschaftlich Primäres (apersonale Verhältnisse und Strukturen, personelle Macht) werde so zum Sekundären degradiert. Die Vorstellung der Menschen als prägende Subjekte statt geprägter Objekte der Totalität sei eine Fetischisierung der eigenen Forschungsobjekte der empirischen Soziologie. Entsprechend fetischisiere die Methodik sich selbst: Folgerichtig würden in der empirischen Soziologie mehr drängende Fragen methodologischer als inhaltlicher Art diskutiert.
Die Methodik forme selbst ihren Erkenntnisgegenstand, z. B., wenn die Forschungsmotivation indifferent aus der methodologischen Möglichkeit resultiere anstatt auf das Erkenntnisziel gerichtet zu sein, oder, wenn die Begriffsbildung (z. B. für den Begriff „Konservatismus“) mathematisch statt argumentativ vorgehe, womit diese statistisch „sauberen“ Definitionen sich dann aber direkt auf ihre konventionellen Entsprechungen bezögen und damit falsch würden.

### Empirismus als erkenntnistheoretisch falsche Wissenschaft
„Gesellschaftswissenschaft“ im Sinne Adornos lässt sich nicht wie Naturwissenschaft betreiben. Dies aber nicht wegen einer Würde des Menschen, die sich der Naturwissenschaft entzöge: In Bezug auf die Rezeption von Massenmedien treffe das simple Schema von Reiz und Reaktion objektiv zu. Die von Atomen zu Allgemeinheiten klassifizierende Sozialwissenschaft treffe insofern eine Wahrheit, als sie den Medusenspiegel der atomisierten verwalteten Welt darstelle, also das Mittel, diese grauenhafte Welt genauer zu betrachten, ohne dabei zu Stein zu erstarren. Jedoch fehle ihr dabei die Selbstreflexion.
Die Methoden der Induktion und Deduktion gelten Adorno dabei als szientifischer Ersatz für die demgegenüber notwendige dialektische Vorgehensweise. Quantitative und qualitative Forschung betrachtet er als zusammengehörig. Blinde Tatsachenfeststellungen und formale Soziologie erfassten mithin nicht das „Wesen“ der Gesellschaft, sie seien für das Verhältnis von Allgemeinem und Besonderem blind und wollten durch ein einheitliches System die permanente Spannung von Allgemeinem und Besonderem aus der uneinheitlichen Welt schaffen.

### Die Spannung zwischen Gesellschaft und naturwissenschaftlicher Betrachtung
Wegen dieser Spannungen ist die Gesellschaft nicht homogen, wie es für eine naturwissenschaftliche Untersuchung (direkte Schlüsse vom Partiellen auf Allgemeines) sein müsste. Insbesondere liege in der wissenschaftlichen Behandlung der Gesellschaft, anders als in jener der Natur, kein reines Objekt vor, erkennendes Subjekt und Gesellschaft sind über die gesellschaftliche Totalität miteinander gewissermaßen verschränkt. Sozialwissenschaftliche Gesetze ergäben nie ein bruchloses Allgemeines, sondern eine je historisch konkrete Beziehung von Allgemeinem und Besonderem. Darin schlage sich notwendig der anarchische Charakter bisheriger Gesellschaftsentwicklung und die Spontaneität der Menschen nieder. Diese Feststellung ist für Adorno keine unwissenschaftliche Verklärung, sondern ein Hinweis auf den Antagonismus, der in den Zahlen untergehe und sich z. B. aus Vernunft oder einer spezifischen Interessenlage speisen könne.
Die Menschen entsprächen nicht den Atomen in der Physik. Die empirische Sozialforschung behandelte sie aber auf diese Weise und produzierte dadurch eine neue individualisierte Form der „Charaktermaske“ (vgl. dazu Soziale Rolle). In einer befreiten Gesellschaft sei demgegenüber die Empirie ein Werkzeug zur Verwaltung von Sachen, nicht von Menschen. (Vgl. dazu bei Karl Marx das „Reich der Freiheit“ als Ergebnis der letzten (proletarischen) Revolution.)

### Empirie und Totalität
Die Soziologie ist nach Adorno insgesamt eine inhomogene Disziplin, bestehend aus Theorie, der (kritischen) Analyse von Verhältnissen/Institutionen und aus (positivistischer) Sozialforschung. Das Erkenntnisziel Gesellschaft forderte deren Verbindung, da Theorie und Empirie aufeinander angewiesen seien. Die Wesensfrage nach der Totalität dürfe nicht wegen ihrer methodologischer Unfassbarkeit ausgeklammert werden. Als Beispiel führt Adorno das Tauschprinzip an: Es handele sich einerseits nur um einen nichtempirischen Begriff, andererseits handelt es sich um ein real waltendes Phänomen mit harten Konsequenzen. Wenn die empirische Soziologie nur Fakten zählt und abgeleitete Regeln für die relevant prägenden Gesetze hält, produziere sie Ideologie und Rechtfertigung. Forschungshypothesen fürchte sie sogar, da diese statistisch systematische Fehler (bias) erzeugen könnten. Sie folge dem Aberglauben bzw. Fetisch der Tabula Rasa der Voraussetzungen und des 'neutralen' Datensammelns.
„Der Satz, ein Forscher benötige zehn Prozent Inspiration und neunzig Prozent Transpiration, der so gern zitiert wird, ist subaltern und zielt aufs Denkverbot. Längst schon bestand die entsagungsvolle Arbeit des Gelehrten meist darin, daß er gegen schlechte Bezahlung auf die Gedanken verzichtete, die er ohnehin nicht hatte. Heute, da der besser bezahlte Bürochef in die Nachfolge des Gelehrten einrückt, wird der Mangel an Geist nicht nur als Tugend dessen gefeiert, der uneitel und wohlangepasst dem Team sich eingliedert, sondern obendrein durch die Einrichtung der Forschungsgänge institutionalisiert, welche die Spontaneität der Einzelnen kaum anders kennen denn als Reibungskoeffizienten.“ (S. 211f)
Gedanken kristallisieren sich nach Adorno langsam, durch Erfahrung, Intuition und Denken gegen den gesunden Menschenverstand. Die soziologische Arbeit sei kein stupides Verfahren, sondern begriffliche Anstrengung; Wissenschaft sei demnach das Herausarbeiten der Wahrheit und Unwahrheit dessen, was das Phänomen sein möchte.

### Vermittlung von Forschung und Theorie in Erscheinung und Wesen, am Beispiel des „Arbeiter“-Begriffs
Die empirische Erforschung des Subjektiven müsse mit der Analyse der gesellschaftlichen Objektivität verbunden werden. Der Arbeiter müsse z. B. auf sein Selbstbild, aber auch auf seine Stellung im Produktionsprozess und auf seine Machtmittel hin untersucht werden. Dies diene vor allem der Ideologiekritik, aber auch der Analyse von Veränderungen des Objektiven durch das Subjektive: Weiß niemand mehr, dass er Arbeiter ist, so ändert das den Begriff des Arbeiters, auch wenn seine Trennung von den Produktionsmitteln gleich bleibe. Die Erscheinung der Sache könne also auf ihr Wesen zurückwirken.
Empirische Sozialforschung und Theorie sollten einander in der Soziologie also als Korrektive dienen: Die Betrachtung der Erscheinung könne den Erkenntniswert kritisch relativieren, die Analyse des Wesens die Erscheinung entmythologisieren.

### Abschluss
Soziologisch ermittelte Fakten seien durch Gesellschaft geprägt und darum kein Unmittelbares und Letztes. Verfeinerte empirische Methoden (Motivationsanalyse) könnten diese Prägung einbeziehen, aber nur funktionale, keine kausalen Zusammenhänge offenlegen. Eine Chance sieht Adorno in der Entwicklung von indirekten Fragemethoden. Die reine Meinungsforschung sei gleichzeitig zu achten und zu verachten, demgegenüber aber der allgemeinen Meinung nicht bestimmend die allgemeine Wahrheit entgegenzustellen. Dies habe in der Geschichte bereits zu viel Unheil angerichtet.
Die „Durchschnittsmeinung [stellt] keinen Approximationswert der Wahrheit dar, sondern den gesellschaftlich durchschnittlichen Schein. An ihm hat teil, was der unreflektierten Sozialforschung ihr ens realissimum dünkt, die Befragten selbst, die Subjekte. Ihre eigene Beschaffenheit, ihr Subjektsein, hängt ab von der Objektivität, den Mechanismen, denen sie gehorchen, und die ihren Begriff ausmachen. Der aber lässt sich bestimmen nur, indem man in den Fakten selber der Tendenz innewird, die über sie hinaustreibt. Das ist die Funktion der Philosophie in der empirischen Sozialforschung. Wird sie verfehlt oder unterdrückt, werden also bloß die Fakten reproduziert, so ist solche Reproduktion zugleich die Verfälschung der Fakten zur Ideologie.“ (S. 215f)

## Kritik
Adornos Essay ist nicht leicht nachvollziehbar und nach 50 Jahren sehr interpretationsbedürftig. Denn die Situation, in der Adorno ihn niederschrieb, war durch zwei konkrete Frontstellungen geprägt:
Erstens hatte er selber 1950 in den USA eine (eher qualitative) empirische Studie vorgelegt, nämlich zusammen mit Else Frenkel-Brunswik, Daniel J. Levinson und R. Nevitt Sanford The Authoritarian Personality, und sich damit implizit gegen den viel methodenstrengeren und vormals marxnahen Paul Lazarsfeld gestellt, der über Amerika hinaus gerade zum Protagonisten quantitativer Methoden aufrückte. Diese Frontstellung war auch deshalb wichtig, weil in der Bundesrepublik Deutschland, in der Adorno akademisch Fuß zu fassen suchte, der sehr einflussreiche René König bereits die methodenorientierte Kölner Schule erfolgreich begründet und noch erfolgreicher der aufkommende Helmut Schelsky 1953 seine empirisch reichbelegten Wandlungen der deutschen Familie in der Gegenwart vorgelegt hatte.
Zweitens berief sich beiden gegenüber die Kritische Theorie sehr stark auf Marx, und Adorno wollte dies weder verhehlen noch ausdrücklich problematisieren. Denn 1957 war ein Ernstnehmen von Marx als Soziologen im Zuge des Ost-West-Konfliktes in der Bundesrepublik Deutschland karrieremäßig außerordentlich untunlich.
So wählte er den Weg, sich in allen Punkten höchst allgemein durch hegel-marxsche Wendungen auszudrücken, was auch seinen wissenschaftlichen Stilvorlieben entgegenkam. Das Resultat war ein schwebend-kritischer Text, dessen Hintergründe der fachkundigen Leserschaft präsent waren, der sich aber argumentativ schwer für Diskussionen festmachen ließ, was vor allem dann Hans Albert in der Nachfolge Karl Poppers körnig und scharf attackiert hat. Ferner wurde mit dem Fernrücken der damaligen Kontroversen dieser Text immer schwerer lesbar.
Weitere Einwände und Gegenpositionen sind in den folgenden Artikeln dargestellt:
- Positivismusstreit
- Methodenstreit (Sozialwissenschaften)
- Theodor W. Adorno#Gegenpositionen